# Skogskaparspindel
Skogskaparspindel (Ero furcata) är en spindelart som först beskrevs av Charles Joseph de Villers 1789.  Skogskaparspindel ingår i släktet Ero och familjen kaparspindlar. Arten är reproducerande i Sverige. Inga underarter finns listade i Catalogue of Life.